# Myrmica rugiventris
Myrmica rugiventris är en myrart som först beskrevs av Smith 1943.  Myrmica rugiventris ingår i släktet rödmyror, och familjen myror. Inga underarter finns listade i Catalogue of Life.

## Bildgalleri

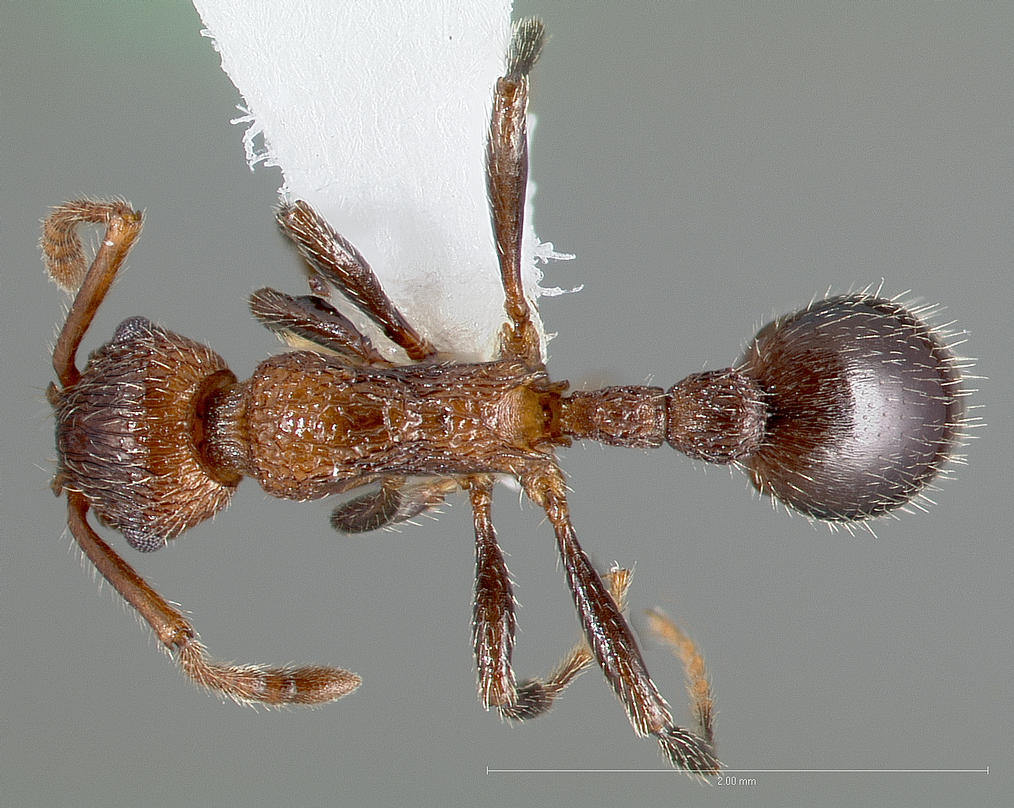
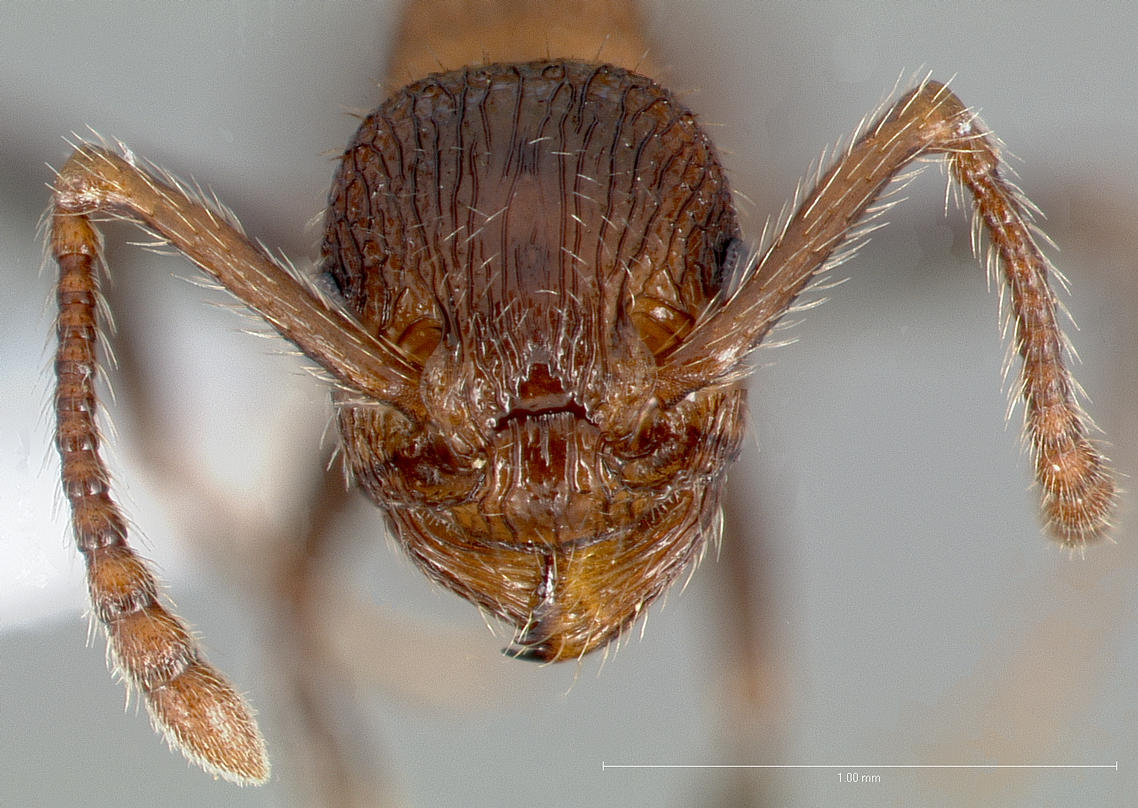
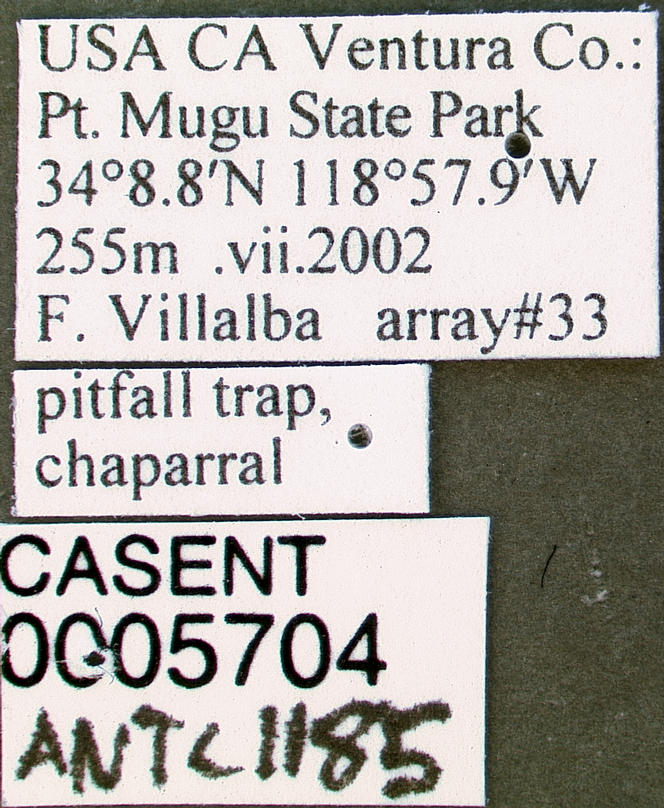
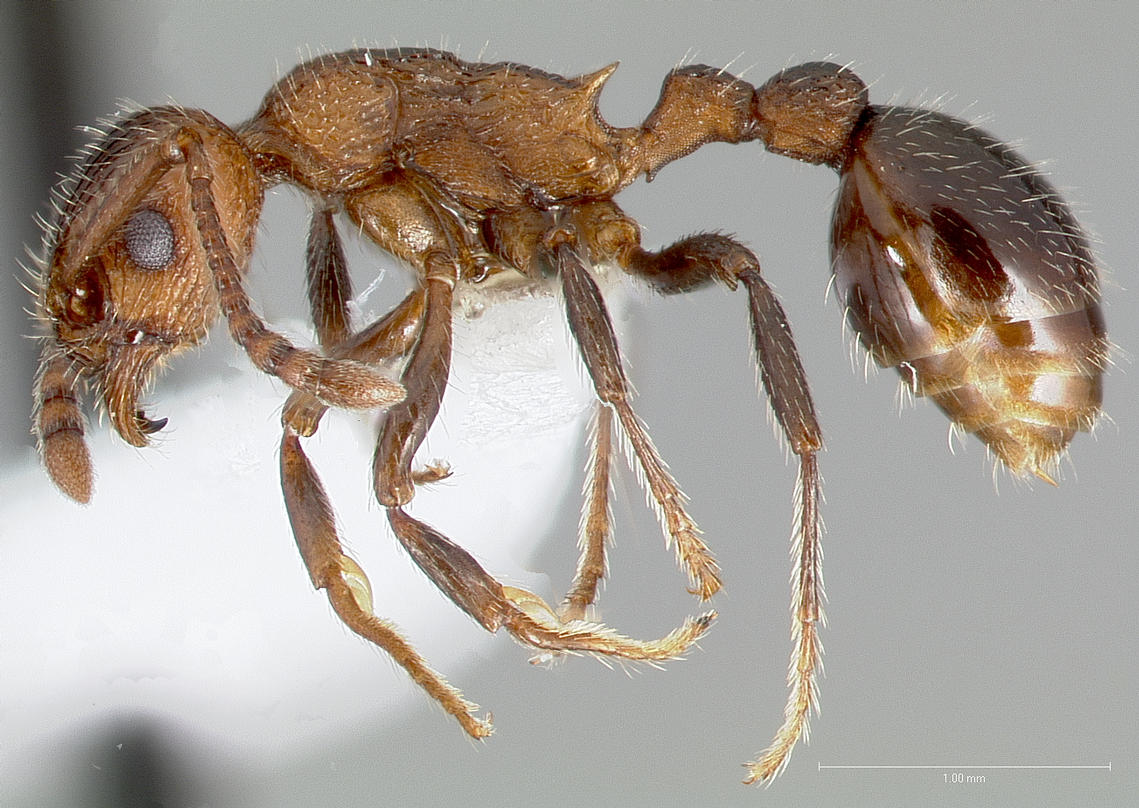
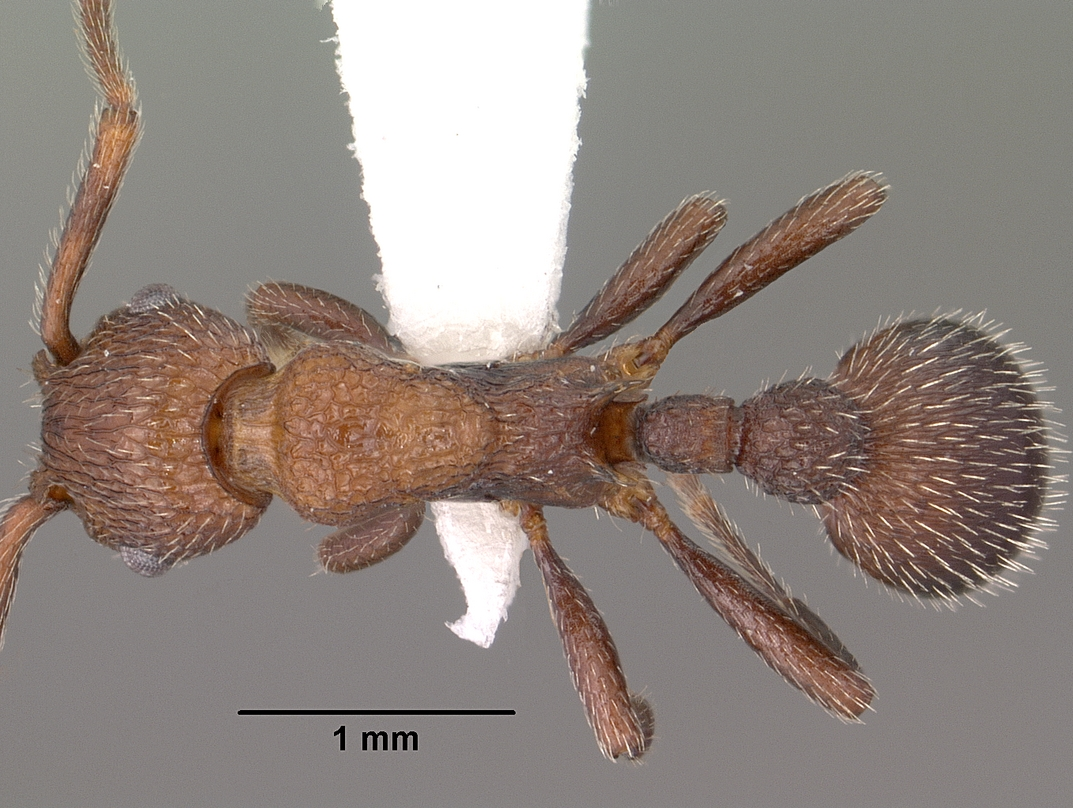
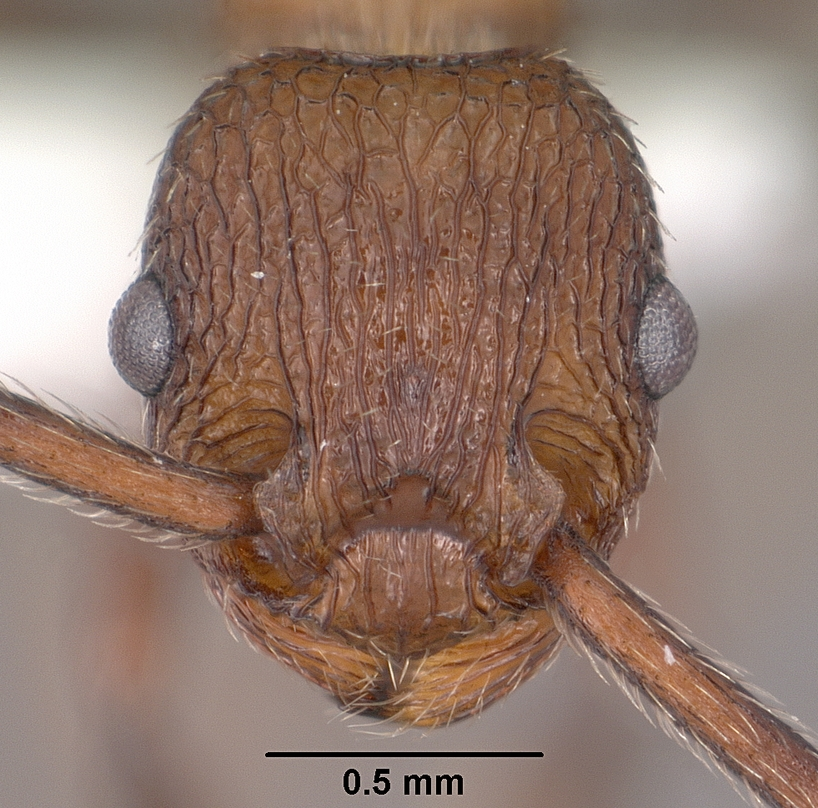